# Derek Nolan

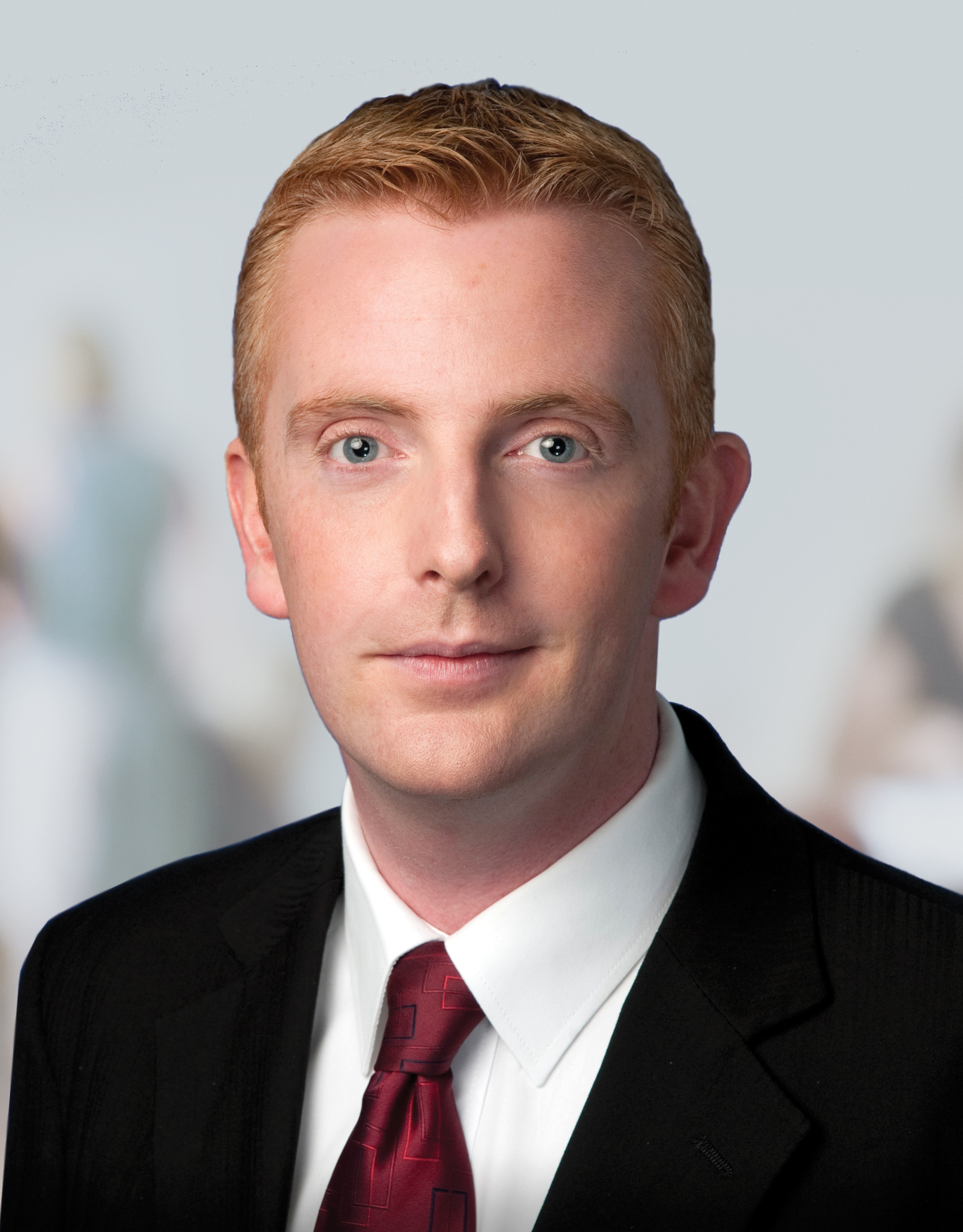
Derek Nolan

Derek Nolan (irisch Derek Ó Nualláin; * Oktober 1982 in Galway, Irland) ist ein früherer irischer Politiker der irischen Labour Party. Von 2011 bis 2016 war er Teachta Dála (Abgeordneter) im Dáil Éireann.

## Leben
Nolan studierte an der University of Galway. Im Juni 2009 begann er als Solicitor zu arbeiten. Wenige Wochen später wurde er in Galway City Council gewählt. Schon bei den Wahlen zum Dáil Éireann 2011 konnte er dann mit Erfolg im Wahlkreis Galway West einen Sitz für Irish Labour erringen. Er wurde dann Mitglied des Rechnungsprüfungsausschusses. 
Bei den Wahlen zum Dáil Éireann 2016 verlor er seinen Sitz wieder.
2017 ging er nach Australien und wurde Politikberater. Ab 2019 machte er Karriere bei Airbnb und ist dort nun wieder in Dublin tätig.